# Butler County (Kentucky)
Butler County je okres ve státě Kentucky v USA. K roku 2010 zde žilo 13 010 obyvatel. Správním městem okresu je Morgantown. Celková rozloha okresu činí 1 118 km².